# 察罕 (乌密氏)
察罕（？—1255年），蒙古帝国大将，本名益德，唐兀乌密氏（即党项嵬名氏），西夏大臣曲也怯律之子。
察罕庶出，他的生母不被嫡母接纳。察罕少年牧羊，勇武过人，懂礼仪，成吉思汗铁木真出猎见到他，收为养子。长大后，赐蒙古姓，妻子是宫人弘吉剌氏。察罕随铁木真攻略云中和桑干河，在野狐岭（今河北张家口市附近）大败金将。以功为御帐前首千户。征西域布哈拉、撒马尔罕，击败花剌子模札蘭丁。攻打西夏，攻克肃州、甘州、灵州，击败西夏军十万。到中兴府诏谕西夏皇帝。1227年，铁木真驾崩，诸将擒杀夏末帝，想要屠杀中兴府，被察罕劝住。他入城安集西夏遗民。窝阔台即位，他参与攻打金朝河南。1235年，随阔出攻打南宋，为斥候。随口温不花攻取枣阳军、光化军，口温不花返回时，他代理总管全军。1238年，察罕任马步军都指元帅，攻取滁州、寿州、泗州。1246年，贵由任命他开拓江淮之地。1251年，以都元帅兼领尚书省事，赐户二万余。1255年，察罕死后，封河南王。谥号武宣。

## 传記資料
- 《元史》卷120 列传第七
- 《新元史》卷126 列传第二十三